# Финди, Карим
Абдул Карим Финди (араб. عبدالكريم فندي‎, курд. Ebdulkerîm Findî; род. 4 мая 1946, Каркарава, Ирак) — курдский писатель и автор.

## Биография
Абдул Карим Финди родился 4 мая 1946 года в деревне Каркарава, к северу от Дахука в Ираке. В 1951 году его семья переехала в Дахук, где Финди завершил начальную и среднюю школу. С 1959 по 1974 годы он был членом Ассоциации студентов Курдистана. В 1963 он принял участие в курдском восстании.
В 1974 году он закончил английское отделение колледжа искусств Мосульского университета. Он издавал книги на разные темы, такие как политика, география, лингвистика, литература и история на английском, арабском и курдском языках. Он стал одним из основателей Синдиката журналистов Курдистана.
В 1997 году он был главным редактором журнала Karwan, учрежденного Министерством культуры Курдистана. Позже, он служил главным редактором журнала Dijla с первого до последнего (№ 42) выпуска. Журнал Dijla стал первым журналом на курдском языке, учрежденным правительством Курдистана, на латинице.